# Tennisclub WW
Tennisclub WW is een vereniging aan de Van Hogenhoucklaan in het Benoordenhout in Den Haag. De club bestaat sinds 2012 en is een doorstart van de Haagse Tennis Vereniging (HTV), die deel uitmaakte van de Koninklijke Haagse Cricket & Voetbal Vereeniging. De leden spelen op Park WW. Het park heeft 12 gravelbanen en 2 hardcourt binnenbanen.
De HTV werd in 1975 opgericht en had rond de eeuwwisseling 600 leden. In de zomer van 2012 besloot het Hoofdbestuur van de Koninklijke Haagsche Cricket en Voetbalvereeniging om de activiteiten van haar tennisvereniging, de Haagse Tennis Vereniging (HTV), op park WW te beëindigen. Daarna werd er een nieuwe vereniging opgericht, Tennisclub WW. De club heeft ongeveer 440 leden en speelt in de eredivisie.

## Trivia
In het verleden werden 's winters enkele gravelbanen van Park WW ondergespoten zodat er geschaatst kon worden.